# Guglielmo Borghetti
Guglielmo Borghetti (Carrara, 25 marzo 1954) è un vescovo cattolico italiano, dal 1º settembre 2016 vescovo di Albenga-Imperia.

## Biografia
Nasce a Carrara, in provincia di Massa-Carrara e diocesi di Massa Carrara-Pontremoli, il 25 marzo 1954.

### Formazione e ministero sacerdotale
Dopo aver conseguito la maturità classica al liceo classico "Emanuele Repetti" di Carrara, si laurea in filosofia presso l'Università di Pisa. In seguito matura la sua vocazione, nata e cresciuta nella parrocchia di San Pietro di Avenza (Carrara), durante gli anni in cui parroco era mons. Cesare Gentili; entra in seminario e completa gli studi di teologia iniziati presso la Pontificia Università Lateranense.
Il 17 ottobre 1982 è ordinato presbitero, nella cattedrale di Massa, dal vescovo Aldo Forzoni.
Successivamente completa all'Università Pontificia Salesiana gli studi di psicologia iniziati presso l'Università degli Studi di Padova. Durante il suo ministero svolge i seguenti incarichi: è vicerettore e poi rettore del seminario diocesano; parroco e arciprete del capitolo dei canonici della cattedrale di Massa; dal 1993, direttore spirituale del seminario diocesano e contemporaneamente direttore dell'Ufficio diocesano per le vocazioni; dal 1993 al 1996, vicario episcopale per la pastorale; dal 1997, parroco in Santa Maria della Rosa a Montignoso; docente di antropologia filosofica e psicologia della religione dal 1982 nello studentato teologico del Seminario maggiore di Massa e dal 1989 nello Studio Teologico Interdiocesano "Mons. Enrico Bartoletti" di Camaiore, del quale sarà preside dal 1999 al 2010.
Nel 2002 fonda, con il sostegno e l'autorizzazione dei vescovi dello Studio Teologico, l'Istituto Studi e Ricerche di Pastoral Counseling. L'istituto, oltre che fornire il servizio di consulenza alla vita consacrata, possiede anche una scuola triennale di formazione in Pastoral Counseling per operatori pastorali.
È assistente spirituale dei medici cattolici della diocesi di Massa Carrara-Pontremoli, canonico della basilica cattedrale di Massa e autore di vari articoli riviste cattoliche. Ha collaborato a lungo come docente di "psicologia della personalità" con la scuola "Edith Stein" di Savona che ha come scopo istituzionale la formazione di educatori di comunità ecclesiali.
L'11 marzo 2006 è insignito del titolo onorifico di cappellano di Sua Santità. Il 13 giugno 2009 riceve l'investitura come cavaliere dell'Ordine equestre del Santo Sepolcro di Gerusalemme e a partire da tale data diventa assistente spirituale della delegazione di Massa Carrara-Pontremoli. Conseguentemente alla nomina a vescovo viene elevato al rango di Grande ufficiale.

### Ministero episcopale
Il 25 giugno 2010 papa Benedetto XVI lo nomina vescovo di Pitigliano-Sovana-Orbetello; succede a Mario Meini, precedentemente nominato vescovo di Fiesole. Riceve l'ordinazione episcopale il 15 settembre successivo, nella cattedrale di Massa, dal vescovo Mario Meini, co-consacranti i vescovi Giovanni Santucci ed Eugenio Binini. Il 26 settembre prende possesso della diocesi.
Dal 19 novembre 2012 al 10 agosto 2013 è anche amministratore apostolico di Grosseto.
Il 10 gennaio 2015 papa Francesco lo nomina vescovo coadiutore di Albenga-Imperia, concedendogli, dal giorno del suo ingresso in diocesi, a norma del canone 381 del codice di diritto canonico, le facoltà dell'ordinario diocesano concernenti la guida piena ed effettiva della diocesi al posto del vescovo Mario Oliveri al quale rimane il titolo di vescovo diocesano. Il 25 marzo prende possesso del suo ufficio, nella cappella del seminario vescovile di Albenga.
Il 1º settembre 2016 succede per coadiutoria al vescovo Mario Oliveri.
Presso la Conferenza episcopale ligure è delegato per il Clero e la Vita Consacrata e referente regionale per il Servizio nazionale per la tutela dei minori e degli adulti vulnerabili nella Chiesa.
Nel 2023 diventa priore per la Liguria dell'Ordine equestre del Santo Sepolcro di Gerusalemme.

## Genealogia episcopale
La genealogia episcopale è:
- Cardinale Scipione Rebiba
- Cardinale Giulio Antonio Santori
- Cardinale Girolamo Bernerio, O.P.
- Arcivescovo Galeazzo Sanvitale
- Cardinale Ludovico Ludovisi
- Cardinale Luigi Caetani
- Cardinale Ulderico Carpegna
- Cardinale Paluzzo Paluzzi Altieri degli Albertoni
- Papa Benedetto XIII
- Papa Benedetto XIV
- Papa Clemente XIII
- Cardinale Marcantonio Colonna
- Cardinale Giacinto Sigismondo Gerdil, B.
- Cardinale Giulio Maria della Somaglia
- Cardinale Carlo Odescalchi, S.I.
- Cardinale Costantino Patrizi Naro
- Cardinale Lucido Maria Parocchi
- Papa Pio X
- Cardinale Gaetano De Lai
- Cardinale Raffaele Carlo Rossi, O.C.D.
- Arcivescovo Gilla Vincenzo Gremigni, M.S.C.
- Vescovo Mario Longo Dorni
- Arcivescovo Benvenuto Matteucci
- Vescovo Vasco Giuseppe Bertelli
- Vescovo Mario Meini
- Vescovo Guglielmo Borghetti

## Opere
- Guglielmo Borghetti, Educare. Per una pienezza di vita, Edizioni Chiesa Mondo, 2012.